# Diecezja Ouésso
Diecezja Ouésso (łac. Dioecesis Uessitana, fr. Diocèse de Ouesso) – rzymskokatolicka diecezja ze stolicą w Ouésso, w Kongu. Biskup Ouésso jest sufraganem arcybiskupa Owando.
Diecezja obejmuje świecki departament Sangha.

## Historia
6 czerwca 1983 papież Jan Paweł II bullą Ad expeditiorem erygował diecezję Ouesso. Dotychczas wierni z tych terenów należeli do diecezji Owando.
30 października 2000 z diecezji Ouesso wyłączono prefekturę apostolską Likouala (obecnie diecezja Impfondo)

## Biskupi Ouesso
- Hervé Itoua (1983 - 2006)
  - Yves Monot CSSp[1] (2006 - 2008) administrator apostolski
- Yves Monot CSSp (2008 - 2021)
- Gélase Armel Kema (2022 - 2024)
- Brice Armand Ibombo (od 2025)